# Șomartin
Șomartin – wieś w Rumunii, w okręgu Sybin, w gminie Bruiu. W 2011 roku liczyła 270 mieszkańców.